# Norman Maurer
Pour les articles homonymes, voir Maurer.

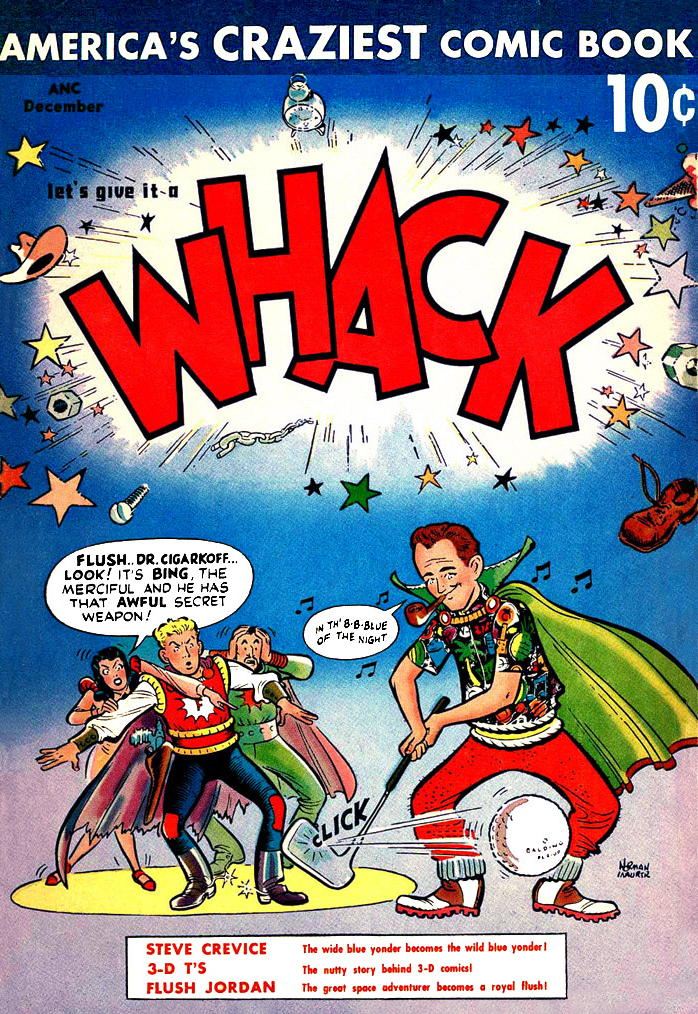

Norman Albert Maurer (né le 13 mai 1926 à New York et le mort le 23 novembre 1986 à Los Angeles) est un auteur de bande dessinée et producteur audiovisuel américain associé au Trois Stooges.

## Biographie
Norman Maurer naît le 13 mai 1926 à Brooklyn. Il étudie à la High School of Music and Art où il rencontre Joe Kubert. Leur amitié durera jusqu'à la mort de Norman Maurer. Tous deux manquent souvent des cours pour travailler chez des éditeurs de comics où ils corrigent les erreurs des dessinateurs. En 1942, Norman Maurer est engagé par Lev Gleason Publications où il dessine et encre sa première histoire, Back to Berlin,  publiée dans le quatrième numéro de Boy's Comics. Il travaille ensuite sur d'autres comics de cet éditeur comme Daredevil' Comics ou Crime Does Not Pay. En 1944, il doit rejoindre l'armée ; il est alors incorporé dans la Marine en tant que photographe. En juin 1947, il épouse Joan Howard (en), fille du membre des Trois Stooges Moe Howard. En 1949, il lance pour l'éditeur St. John, alors nommé Jubilee et dont le responsable éditorial est Joe Kubert, une adaptation en bande dessinée des aventures du célèbre trio comique. Cet essai ne connaît cependant que deux comics. Maurer continue à travailler pour Lev Gleason. En 1953, avec son frère Leonard et Joe Kubert il crée le premier comics 3D pour St. John. Cet essai qui est fait sur l'adaptation de Super-Souris est un succès qui est bientôt imité par quasiment tous les autres éditeurs avant que cette mode s'effondre brusquement. Des comics des Trois Stooges en 3D sont édités alors. L'instauration du Comics Code entraîne la faillite de Lev Gleason et Norman Maurer part alors travailler pour Atlas Comics. Il y dessine des histoires de guerre, des westerns, etc. À partir de 1957, il se consacre aux Stooges, produisant, scénarisant et réalisant leurs films. Il produit aussi des comics les mettant en scène pour Gold Key Comics et produit des dessins animés The New Three Stooges (en) (1965-1966) et The Robonic Stooges (en) (1978). En 1967, il produit le film Who's Minding the Mint?. Dans les années 1970, il est engagé par Joe Kubert, alors responsable éditorial chez DC Comics sur des séries de guerre qui lui confie la série Medal of Honor. En 1975, il travaille pour Hanna-Barbera Productions. Il meurt le 23 novembre 1986 d'un cancer.

## Prix et récompenses
- 1983 : Prix Inkpot